# Edward Hibberd Johnson
Edward Hibberd Johnson (4 de enero de 1846 - 9 de septiembre de 1917) fue un inventor y socio comercial del inventor estadounidense Thomas Alva Edison. Participó en muchos de los proyectos de Edison y fue socio de una de las primeras organizaciones que evolucionaron hasta convertirse en General Electric. Cuando Johnson era vicepresidente de la Edison Electric Light Company, predecesora de Con Edison, creó el primer árbol de Navidad conocido con iluminación eléctrica en su casa de Nueva York en 1882. Edward H. Johnson se convirtió en el Padre de las luces eléctricas para árboles de Navidad.

## Biografía

### Primeros años
Edward Hibberd Johnson nació en Condado de Chester, Pensilvania el 4 de enero de 1846. Se educó en las escuelas públicas de Filadelfia, y trabajó como operador de telégrafos.

### Protegido por William Jackson Palmer
En 1867, William Jackson Palmer y Edward Hibberd Johnson se dirigieron al oeste desde su ciudad natal de Filadelfia, Pensilvania. El general Palmer era el director de construcción del Ferrocarril del Pacífico de Kansas , que trazaba rutas a través de Nuevo México y Arizona hasta la costa del Pacífico.
El Ferrocarril del Pacífico de Kansas era una empresa de los intereses de Filadelfia que controlaban el Ferrocarril de Pensilvania (cuyo presidente John Edgar Thomson había empleado a Palmer como su secretario personal antes de la Guerra). Bajo la dirección del general Palmer, el Kansas Pacific se extendió desde Kansas City, Misuri llegando a Denver, Colorado en agosto de 1870.

### Contratación del joven Thomas A. Edison
En 1871, Edward H. Johnson, como asistente del general William J. Palmer, fue enviado de vuelta al Este para dirigir la Compañía de Telégrafos Automáticos. Johnson contrató a Thomas A. Edison cuando Edison tenía 24 años. De Edison, Johnson escribió más tarde: 
Comía en este escritorio y dormía en una silla. En seis semanas había revisado los libros, escrito un volumen de resúmenes y realiza.do dos mil experimentos... y producido una solución.
Más tarde, Johnson fue un destacado partidario de Edison, ayudándole a establecer su "fábrica de inventos " en Menlo Park, Nueva Jersey. Johnson se convirtió en uno de los ejecutivos de confianza de Edison a medida que sus inventos y negocios se desarrollaban en la década de 1870 y posteriormente.
Se casó con Margaret V. Kenney  en Filadelfia en 1873, y tuvieron tres hijos.

### Contratación de Frank J. Sprague
En 1883, a Johnson también se le atribuye el reclutamiento en la organización de Edison del oficial naval Frank J. Sprague, a quien conoció en una exposición eléctrica internacional. Sprague se convirtió en un reconocido inventor, y fue responsable de importantes desarrollos en ferrocarriles eléctricos y elevadores eléctricos que fueron fundamentales para el crecimiento de las ciudades estadounidenses a finales del siglo XIX y principios del XX.

### Fallecimiento
Edward Hibberd Johnson falleció en su casa de Nueva York el 9 de septiembre de 1917.

## Primeras luces eléctricas para árboles de Navidad
El primer árbol de Navidad iluminado eléctricamente que se conoce fue una creación de Edward H. Johnson. Mientras era vicepresidente de la Edison Electric Light Company, mandó hacer bombillas para el árbol de Navidad especialmente para él. El 22 de diciembre de 1882, en su casa de la ciudad de Nueva York, exhibió su árbol de Navidad con 80 bombillas eléctricas rojas, blancas y azules del tamaño de una nuez. La historia fue reportada en el Detroit Post and Tribune por un reportero llamado William Augustus Croffut. Croffut escribió: "Anoche caminé más allá de la Quinta Avenida y pasé por la residencia de Edward H. Johnson, vicepresidente de la compañía eléctrica de Edison". Aunque no se conoce la dirección de Johnson en aquella época, vivía en una de las primeras zonas de la ciudad de Nueva York conectadas al servicio eléctrico.  Edward H. Johnson pasó a ser conocido como el Padre de las luces eléctricas para árboles de Navidad.
A partir de ese momento, los árboles de Navidad iluminados eléctricamente, tanto en interiores como en exteriores, crecieron con creciente entusiasmo en Estados Unidos y en otros países. En 1895, el presidente estadounidense Grover Cleveland patrocinó el primer árbol de Navidad iluminado eléctricamente en la Casa Blanca. Tenía más de cien luces multicolores. Las primeras lámparas para árboles de Navidad producidas comercialmente fueron fabricadas en cadenas de nueve casquillos por la Edison General Electric Company de Harrison, Nueva Jersey, y anunciadas en el número de diciembre de 1901 de la revista Ladies' Home Journal..Cada casquillo llevaba una lámpara de filamento de carbono en miniatura de dos candelas. 